# Zpěv partyzánů

Svobodná Francie a její vlajka

Zpěv partyzánů či Píseň partyzánů (francouzsky Le Chant des Partisans, rusky Песня партизан) byla partyzánská píseň a de facto i hymna francouzského odboje během druhé světové války. Ve svobodné Francii byla považována hned vedle národní hymny La Marseillaise za druhou nejdůležitější píseň.

## Historie
Hudbu k dílu zkomponovala v roce 1941 sovětská emigrantka Anna Marlyová pobývající v Londýně, která skladbě dala titul Pochod partyzánů (francouzsky La marche des partisans). Zpočátku Marlyová zpívala pochod jenom ve svém mateřském jazyce – ruštině. Francouzská slova pro píseň napsali na základě ruského textu až v roce 1943 Maurice Druon a jeho strýc Joseph Kessel. Hned v květnu téhož roku se začala píseň pravidelně dvakrát denně skrze rozhlas vysílat na BBC a rychle si získala sympatie obyvatel okupované Francie a následně ji francouzští partyzáni přijali za hymnu odboje. Píseň byla tak populární, že po skončení okupace a druhé světové války se ve francouzské společnosti objevily požadavky, aby se Zpěv partyzánů stal novou hymnou čtvrté Francouzské republiky.